# Adelaida Fernández Ochoa
Adelaida Fernández Ochoa (Cáli, Colômbia, 1957) é uma escritora colombiana, vencedora do Prêmio Casa de las Américas em 2015 pelo seu romance La hoguera lame mi piel con cariño de perro. . A sua obra aprofunda-se nas temáticas da escravidão, negritude, racismo e paramilitarismo na Colômbia.

## Biografia e obra
Nascida em Cáli, graduou-se em Letras pela Universidad del Valle. Fez licenciatura na Universidade de Quindío e mestrado em Literatura pela Universidad Tecnológica de Pereira.
Estreou com o romance Que me busquen en el río, sobre o Massacre de Trujillo, ocorrido no Valle del Cauca entre 1986 e 1994. Ganhou o Prêmio Casa de las Américas em 2015, com La hoguera lame mi piel con cariño de perro, sobre os negros escravizados Nay e Sundiata. Os personagens são a filha e o neto da protagonista de María (1867), de Jorge Isaacs, clássico da literatura colombiana.

## Obras
- 2006 - Que me busquen en el río
- 2015 - La hoguera lame mi piel con cariño de perro